# Аніссола
Аніссо́ла (рос. Аниссола, марій. Аниссола) — присілок у складі Звениговського району Марій Ел, Росія. Входить до складу Шелангерського сільського поселення.

## Населення
Населення — 157 осіб (2010; 128 у 2002).
Національний склад (станом на 2002 рік):
- марі — 95 %